# Márk Pál
Márk Pál (Szamosújhalom, Szatmár megye, 1821. – Debrecen, 1903. június 6.) református főgimnáziumi tanár.

## Élete
Márk Ferenc lelkész és Kézi Erzsébet fiaként született. Tanult Debrecenben, ahol 1839-ben lépett a felső osztályba. Ennek végeztével ugyanott esküdt és köztanító volt; azután pedig két évig a derecskei gimnáziumban rektoroskodott, majd Debrecenben töltött segéd- és időközi lelkészkedése után 1858-ban gimnáziumi tanárrá választották.
A Fördős Lajos által szerkesztett Különféle Viszonyokra Vonatkozó Papi Dolgozatokban (1858-59., 1860.) néhány egyházi beszéde van az Egyházi könyvtárban (II. 1859-60. I. Az apostoli kor gyülekezet- s egyházszervezete az új szövetségi okiratok alapján). A debreceni latin-magyar szótár készítésében is részt vett.

## Munkái
- Egyetemes egyháztörténelem. Debreczen, 1866. (Ism. Prot. Egyh. és Isk. Lap, Sárospataki Füzetek 1867. és M. válasza, 2. jav. Kiadás 1870., 3. jav. K. 1876. ugyanott.
- Egyetemes egyháztörténelem és a reformatio történelme. Protestáns gymnasiumi használatra az alsóbb fokon. Uo. 1866. (7. módosított kiadás. Uo. 1891.)
- Cornelius Nepos munkái. Magyarázó jegyzetekkel ellátta. Két ókori térképpel. Uo. 1872.